# The Dark Romance of a Tobacco Tin
The Dark Romance of a Tobacco Tin è un cortometraggio muto del 1911. Il nome del regista non viene riportato. È il secondo film sia per Bryant Washburn che per Frank Dayton.

## Produzione
Il film fu prodotto dalla Essanay Film Manufacturing Company.

## Distribuzione
Distribuito dalla General Film Company, il film uscì nelle sale cinematografiche statunitensi il 7 settembre 1911.